# ساديل روخاس
ساديل روخاس (بالإنجليزية: Sadiel Rojas)‏ مواليد 16 يوليو 1989 في فورت وورث، هو لاعب كرة سلة محترف دومينيكي بدأ مسيرته الاحترافية في سنة 2011 يلعب مع فريق سي بي مورسيا في الدوري الإسباني لكرة السلة ويحمل الرقم 27. يبلغ طوله 6 قدم 4 بوصة (1.9 م). لعب في دوري الرابطة الوطنية لفئة التطوير.

## روابط خارجية
- ساديل روخاس على موقع الاتحاد الدولي لكرة السلة (الإنجليزية)
- ساديل روخاس على موقع الدوري الإسباني لكرة السلة (الإسبانية)
- ساديل روخاس على موقع كرة السلة الأوروبية.كوم (الإنجليزية)
- ساديل روخاس على موقع ريلجم (الإنجليزية)
- ساديل روخاس على موقع سبورتس رفرنس (الإنجليزية)
- ساديل روخاس على موقع سبورتس رفرنس (الإنجليزية)